# Roland Kather

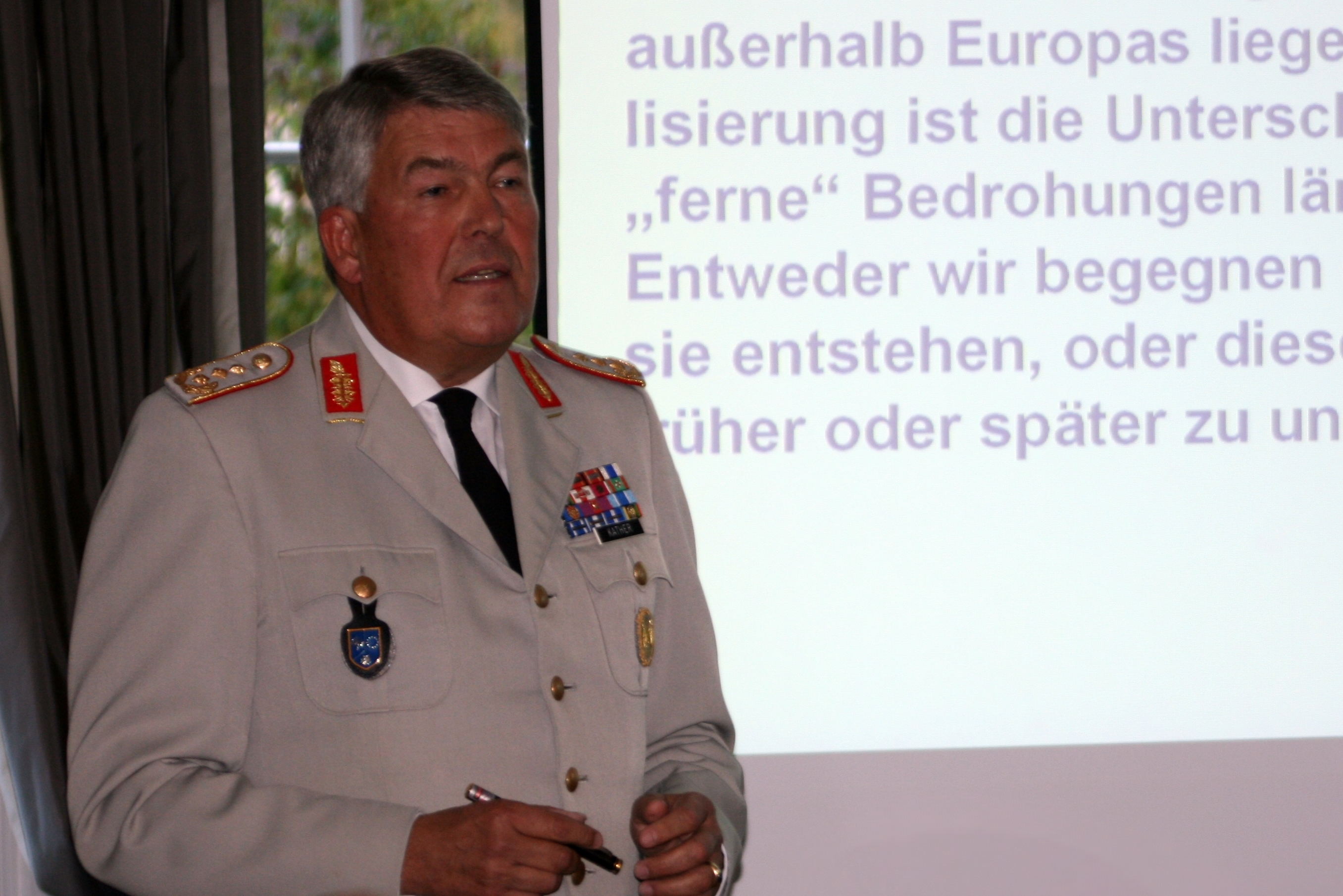
Generalleutnant Roland Kather während eines Vortrags im September 2010.

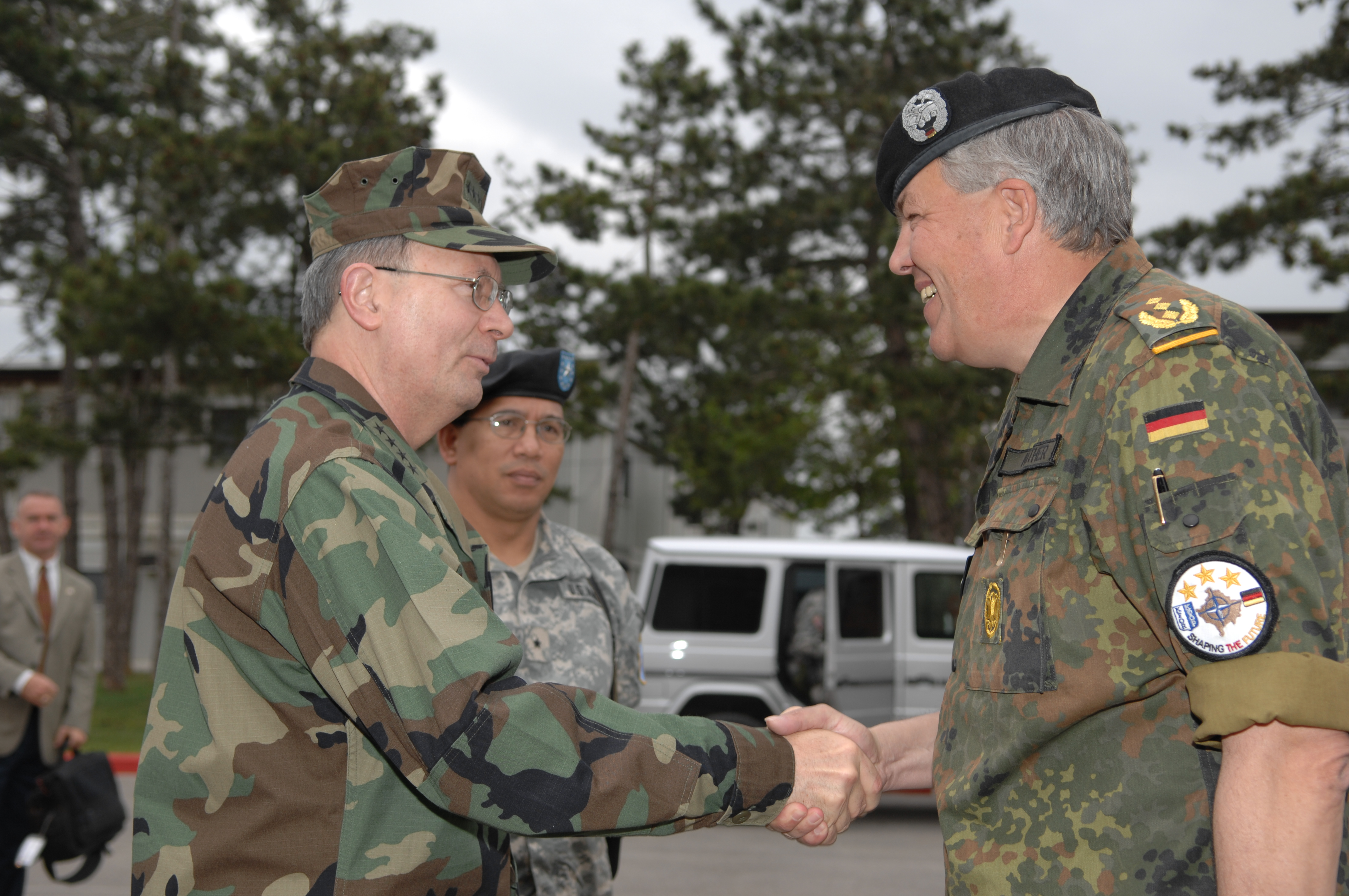
Roland Kather (r.) mit Admiral Edmund P. Giambastiani, US Navy und Brigadegeneral Albert Bryant, Jr., US Army, 2007.

Roland Kather (* 17. Mai 1949 in Bennemühlen) ist ein Generalleutnant a. D. des Heeres der Bundeswehr. In seiner letzten Verwendung war er Deutscher Militärischer Vertreter (DMV) im NATO-Militärausschuss und im Militärausschuss der Europäischen Union (EUMC) in Brüssel.

## Militärische Laufbahn
Kather trat 1968 als Soldat auf Zeit in den Dienst der Bundeswehr, absolvierte die Ausbildung zum Offizier und diente bis 1979 in verschiedenen Verwendungen als Zugführer, Offizier im Stab und Kompaniechef im Panzeraufklärungsbataillon 6 (heute Aufklärungsbataillon 6) in Eutin. Von 1979 bis 1981 durchlief er die 22. Generalstabsausbildung an der Führungsakademie der Bundeswehr in Hamburg und diente danach als Logistikoffizier (G4) der Panzerbrigade 18 in Neumünster. Von 1983 bis 1984 absolvierte er die spanische Generalstabsakademie des Heeres in Madrid. Anschließend übernahm er im Bundesministerium der Verteidigung in Bonn bis 1987 einen Posten als Referent in der Abteilung Organisation im Führungsstab des Heeres. Danach diente Kather von 1987 bis 1989 als Planungsoffizier (G3) im Supreme Headquarters Allied Powers Europe (SHAPE) der NATO in Mons, Belgien.
1989 kehrte er nach Eutin zurück und übernahm bis 1991 als Kommandeur das Panzeraufklärungsbataillon 6 (heute Aufklärungsbataillon 6). Nach dieser Truppenverwendung diente er bis 1995 wieder im Verteidigungsministerium und war dort im Führungsstab der Streitkräfte (FüS) als Referent und Stabsoffizier beim Chef des Stabes des FüS eingesetzt. 1995 wurde Kather dann nach Düsseldorf versetzt und übernahm dort bis 1997 den Posten des Chefs des Stabes des Wehrbereichskommandos III und der 7. Panzerdivision.
Vom April bis zum August 1996 diente Kather auf dem Posten des Chefs des Stabes des deutschen IFOR-Kontingents in Trogir, Kroatien. 1997 wurde er dann als stellvertretender Leiter des Führungszentrums der Bundeswehr in Bonn eingesetzt. Zwei Jahre später, 1999, übernahm er das Kommando über die Panzerbrigade 42 „Brandenburg“ der 14. Panzergrenadierdivision in Potsdam. Vom Dezember 1999 bis zum Juni 2000 diente Brigadegeneral Kather als Kommandeur der Multinationalen Brigade Süd der KFOR und war damit auch Befehlshaber der deutschen Kräfte im Kosovo in Prizren. Anschließend wurde er im Februar 2001 als Chef des Stabes des Heeresführungskommandos in Koblenz eingesetzt und diente in dieser Verwendung bis 2003. Am 19. September 2003 übernahm er als Kommandeur die 13. Panzergrenadierdivision in Leipzig und führte diese bis 2006.
Vom 1. September 2006 bis zum 31. August 2007 war Kather als KFOR-Befehlshaber (Commander Kosovo Force – COMKFOR) in Priština im Kosovo eingesetzt und trat damit die Nachfolge des italienischen Generalleutnants Giuseppe Valotto an und wurde Generalleutnant. Ihm unterstand für ein Jahr eine multinationale NATO-Truppe von 18.500 Soldaten aus 35 Nationen, davon 2.900 aus Deutschland. Kather war damit der dritte deutsche Kommandeur über die NATO-Schutztruppe KFOR. Die deutsche Kommandoübernahme fiel in die heikle Phase der Verhandlungen über den zukünftigen Status des Kosovo. Am 31. August 2007 übergab er das Kommando an den französischen Generalleutnant Xavier de Marnhac.
Am 3. Oktober 2007 übernahm Kather das wegen der Beförderung von General Karl-Heinz Lather freigewordene Kommando über das Allied Land Component Command Heidelberg (CC-Land Heidelberg) der NATO. Am 5. Mai 2010 übergab Kather das Kommando in Heidelberg an Lieutenant General John W. Morgan III. Im Juli 2010 folgte Kather Generalleutnant Jürgen Bornemann auf dem Posten des Deutschen Militärischen Vertreters (DMV) im NATO-Militärausschuss und im Militärausschuss der Europäischen Union (EUMC) in Brüssel nach.
Am 19. Oktober 2011 wurde er von Bundesminister der Verteidigung Thomas de Maizière mit einem Großen Zapfenstreich in den Ruhestand verabschiedet.

## Sonstiges
Nach seiner Pensionierung war Kather vom 1. Oktober 2012 bis 1. Oktober 2017 Präsident des Förderkreises Deutsches Heer. Ebenso gehörte er dem Kuratorium der Gesellschaft für Sicherheitspolitik an.
Seit dem Überfall Russlands auf die Ukraine im Februar 2022 kommentiert Kather das Geschehen mit seiner militärischen Expertise in deutschen Nachrichtenkanälen, u. a. bei WELT News.

## Auszeichnungen
Kather ist Träger des Ordens Legion of Merit der USA. 2012 wurde er mit dem Verdienstkreuz 1. Klasse der Bundesrepublik Deutschland ausgezeichnet.